# Sainte-Geneviève (Seine-Maritime)
Pour les articles homonymes, voir Sainte-Geneviève.
Sainte-Geneviève-en-Bray redirige ici.
Sainte-Geneviève (également nommée localement Sainte-Geneviève-en-Bray par opposition à la commune de Sainte-Geneviève-en-Caux) une commune française située dans le département de la Seine-Maritime, en région Normandie

## Géographie

### Description
Sainte-Geneviève se trouve dans le pays de Bray.
 Le bourg est situé à 10 km de Neufchâtel-en-Bray, à 11 de Forges-les-Eaux et de Buchy, à 13 de Saint-Saëns et à 15 d'Argueil.

Sainte-Geneviève est distante de 3 km de la gare de Sommery mais la gare de Serqueux, à 9 km, est bien mieux desservie.

### Localisation
| Fontaine-en-Bray |                  | Saint-Saire        |
| Bradiancourt     | Sainte-Geneviève | Beaubec-la-Rosière |
| Montérolier      | Mathonville      | Sommery            |

### Hydrographie
La commune est située dans le bassin Seine-Normandie. Elle est drainée par la Canche, le cours d'eau 01 de la commune de Sainte-Geneviève, le cours d'eau 01 de la commune de Saint-Saire et le cours d'eau 02 de la commune de Sainte-Geneviève,,.

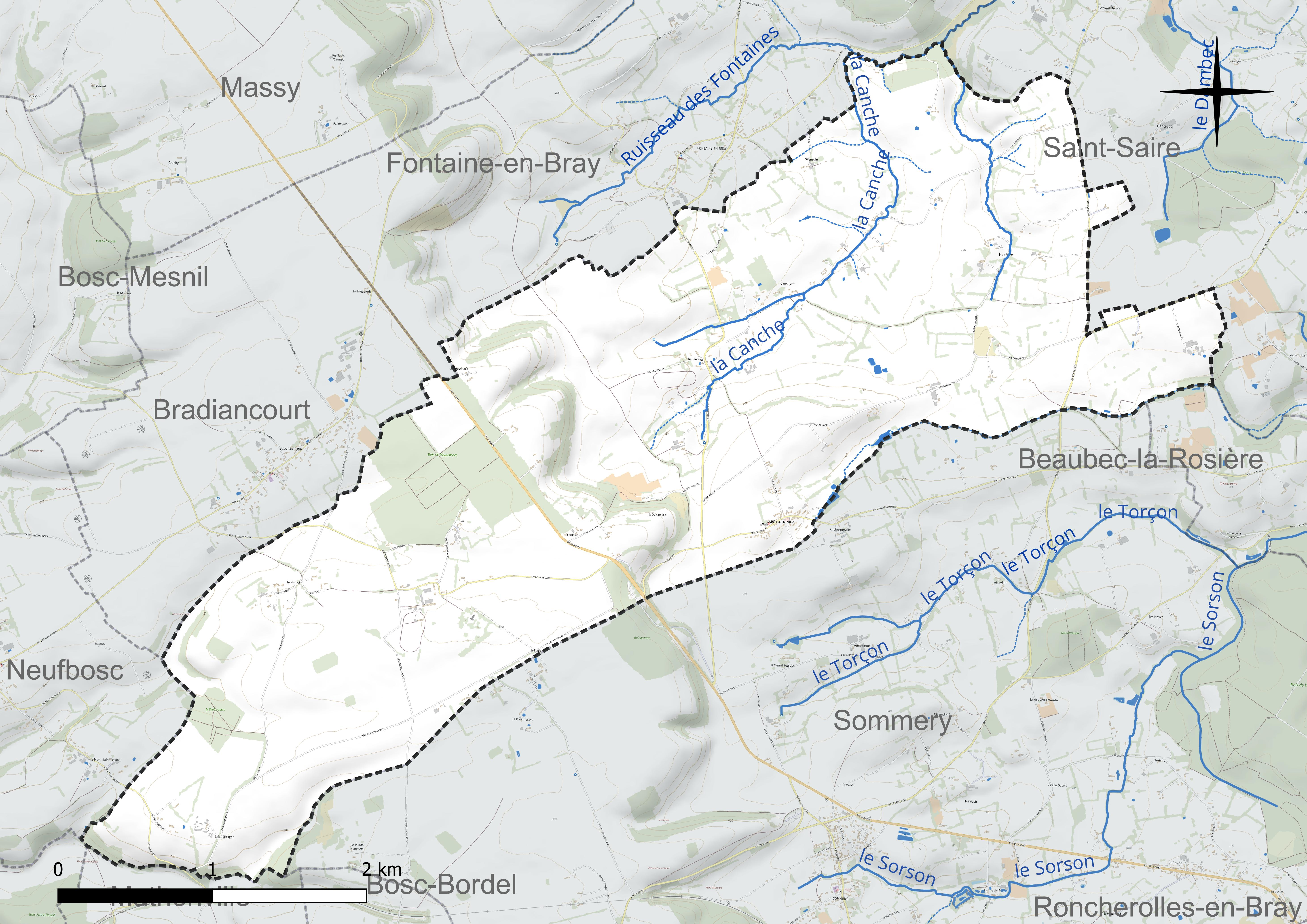
Réseau hydrographique de Sainte-Geneviève.

### Climat
Pour des articles plus généraux, voir Climat de la Normandie et Climat de la Seine-Maritime.
En 2010, le climat de la commune est de type climat océanique dégradé des plaines du Centre et du Nord, selon une étude du CNRS s'appuyant sur une série de données couvrant la période 1971-2000. En 2020, Météo-France publie une typologie des climats de la France métropolitaine dans laquelle la commune est exposée à un climat océanique et est dans la région climatique Côtes de la Manche orientale, caractérisée par un faible ensoleillement (1 550 h/an) ; forte humidité de l’air (plus de 20 h/jour avec humidité relative > 80 % en hiver), vents forts fréquents. Parallèlement le GIEC normand, un groupe régional d’experts sur le climat, différencie quant à lui, dans une étude de 2020, trois grands types de climats pour la région Normandie, nuancés à une échelle plus fine par les facteurs géographiques locaux. La commune est, selon ce zonage, exposée à un « climat contrasté des collines », correspondant au Pays de Bray, bien arrosé et frais.
Pour la période 1971-2000, la température annuelle moyenne est de 10 °C, avec une amplitude thermique annuelle de 14,3 °C. Le cumul annuel moyen de précipitations est de 864 mm, avec 13,3 jours de précipitations en janvier et 8,7 jours en juillet. Pour la période 1991-2020, la température moyenne annuelle observée sur la station météorologique la plus proche, située sur la commune de Bouelles à 8 km à vol d'oiseau, est de 10,7 °C et le cumul annuel moyen de précipitations est de 838,4 mm,. Pour l'avenir, les paramètres climatiques de la commune estimés pour 2050 selon différents scénarios d’émission de gaz à effet de serre sont consultables sur un site dédié publié par Météo-France en novembre 2022.

## Urbanisme

### Typologie
Au 1er janvier 2024, Sainte-Geneviève est catégorisée commune rurale à habitat très dispersé, selon la nouvelle grille communale de densité à sept niveaux définie par l'Insee en 2022.
Elle est située hors unité urbaine. Par ailleurs la commune fait partie de l'aire d'attraction de Rouen, dont elle est une commune de la couronne,. Cette aire, qui regroupe 317 communes, est catégorisée dans les aires de 200 000 à moins de 700 000 habitants,.

### Occupation des sols
L'occupation des sols de la commune, telle qu'elle ressort de la base de données européenne d’occupation biophysique des sols Corine Land Cover (CLC), est marquée par l'importance des territoires agricoles (95,3 % en 2018), une proportion identique à celle de 1990 (95,3 %). La répartition détaillée en 2018 est la suivante : 
prairies (57 %), terres arables (38,3 %), forêts (4,7 %). L'évolution de l’occupation des sols de la commune et de ses infrastructures peut être observée sur les différentes représentations cartographiques du territoire : la carte de Cassini (XVIIIe siècle), la carte d'état-major (1820-1866) et les cartes ou photos aériennes de l'IGN pour la période actuelle (1950 à aujourd'hui).

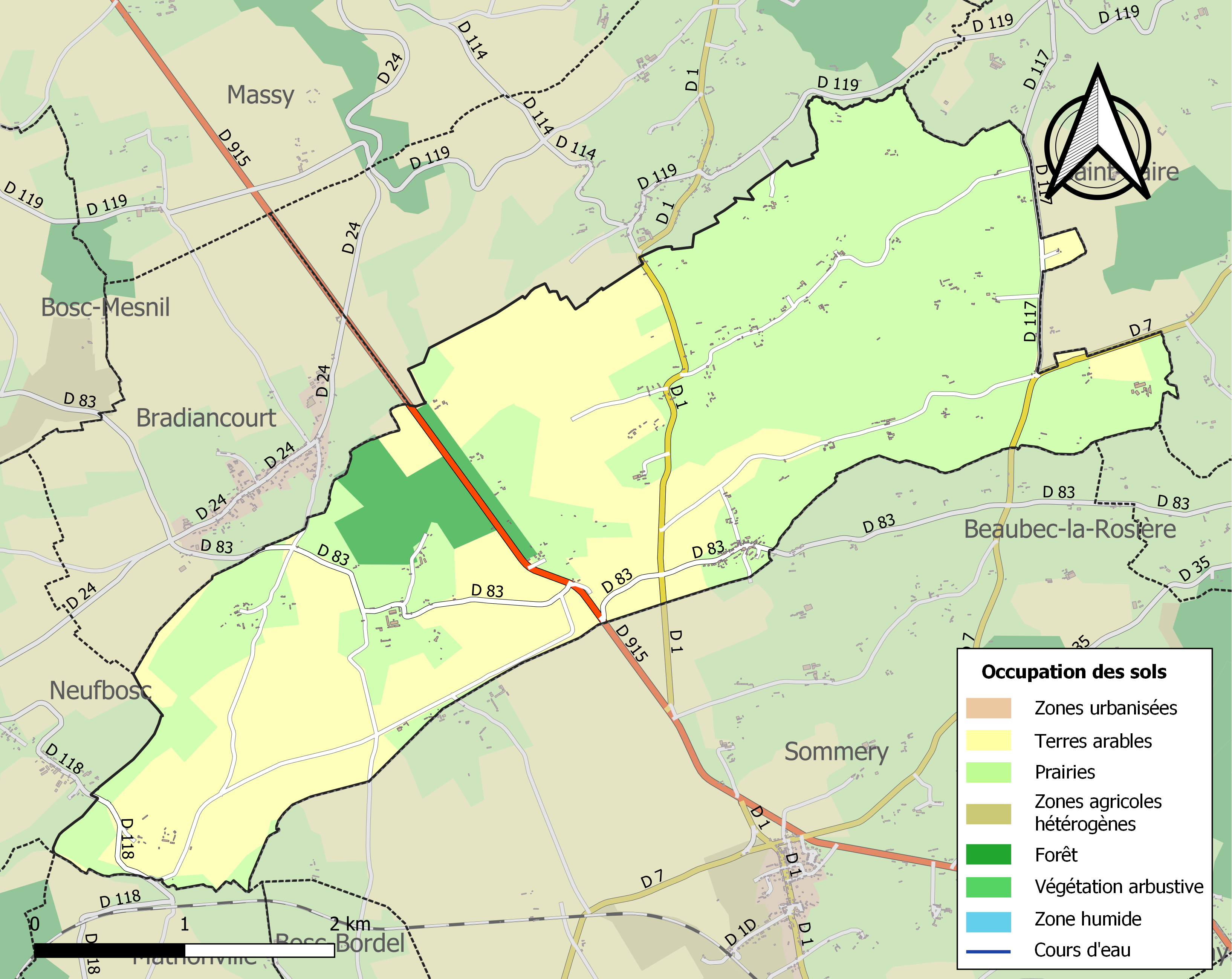
Carte des infrastructures et de l'occupation des sols de la commune en 2018 (CLC).

## Toponymie
Le nom de la localité est attesté sous les formes Ecclesia de Sancta Genovefa in Braio en 1147, Ecclesia Sancte Genovefe entre 1185 et 1208, Ecclesia Sanctae Genovefae vers 1240, Sancta Genovefa en 1337, Sainte Geneviève en 1431, Sainte Geneviève en Bray en 1716.
L'hagiotoponyme, Sainte-Geneviève, fait référence à Geneviève de Paris.
Le pays de Bray est une région naturelle de France à cheval sur les départements de Seine-Maritime et de l'Oise.

## Politique et administration

### Liste des maires
| Période                                  | Période                    | Identité              | Étiquette | Qualité                                                                |
| ---------------------------------------- | -------------------------- | --------------------- | --------- | ---------------------------------------------------------------------- |
| Les données manquantes sont à compléter. |                            |                       |           |                                                                        |
| avant 1988                               | 1989                       | André Baillif         |           |                                                                        |
| mars 1989                                | mars 2008                  | Clotaire Delonguemare |           |                                                                        |
| mars 2008                                | 19 décembre 2008           | Marie-Josée Hautot    |           | Directrice d'établissement d'enseignement agricole Décédée en fonction |
| février 2009                             | mars 2014                  | Pierre Chareyre       |           | Expert automobile                                                      |
| mars 2014                                | En cours (au 18 juin 2020) | Robert Gressier       |           | Réélu pour le mandat 2020-2026                                         |

## Démographie
L'évolution du nombre d'habitants est connue à travers les recensements de la population effectués dans la commune depuis 1793. Pour les communes de moins de 10 000 habitants, une enquête de recensement portant sur toute la population est réalisée tous les cinq ans, les populations de référence des années intermédiaires étant quant à elles estimées par interpolation ou extrapolation. Pour la commune, le premier recensement exhaustif entrant dans le cadre du nouveau dispositif a été réalisé en 2005.

En 2022, la commune comptait 260 habitants, en évolution de −4,76 % par rapport à 2016 (Seine-Maritime : +0,35 %, France hors Mayotte : +2,11 %).
| 1793 | 1800 | 1806 | 1821 | 1831 | 1836 | 1841 | 1846 | 1851 |
| ---- | ---- | ---- | ---- | ---- | ---- | ---- | ---- | ---- |
| 740  | 683  | 700  | 708  | 718  | 714  | 672  | 625  | 625  |

| 1856 | 1861 | 1866 | 1872 | 1876 | 1881 | 1886 | 1891 | 1896 |
| ---- | ---- | ---- | ---- | ---- | ---- | ---- | ---- | ---- |
| 636  | 618  | 610  | 610  | 606  | 573  | 587  | 538  | 517  |

| 1901 | 1906 | 1911 | 1921 | 1926 | 1931 | 1936 | 1946 | 1954 |
| ---- | ---- | ---- | ---- | ---- | ---- | ---- | ---- | ---- |
| 472  | 483  | 487  | 459  | 460  | 444  | 440  | 464  | 456  |

| 1962 | 1968 | 1975 | 1982 | 1990 | 1999 | 2005 | 2006 | 2010 |
| ---- | ---- | ---- | ---- | ---- | ---- | ---- | ---- | ---- |
| 433  | 435  | 348  | 307  | 253  | 251  | 274  | 277  | 284  |

| 2015 | 2020 | 2022 | - | - | - | - | - | - |
| ---- | ---- | ---- | - | - | - | - | - | - |
| 279  | 269  | 260  | - | - | - | - | - | - |

## Culture locale et patrimoine

### Lieux et monuments
- Église Sainte-Geneviève (Anglesqueville)
- Château de Mainemare

### Héraldique
| Armes de Sainte-Geneviève | Les armes de la commune de Sainte-Geneviève se blasonnent ainsi : Taillé: au 1er d’or au pommier de sinople fruité d’or, au 2e de sinople à la vache d’argent tachée de tenné; à la barre ondée d’azur brochant sur la partition; au chef de gueules chargé d’un léopard d’or. Le léopard d'or sur champ de gueules rappelle les armes de la Normandie. |